# Adam Morawski
Adam Morawski (* 17. Oktober 1994 in Ciechanów) ist ein polnischer Handballspieler. Der 1,90 m große Torwart spielt seit 2025 für den polnischen Erstligisten Industria Kielce und steht zudem im Aufgebot der polnischen Nationalmannschaft.

## Karriere

### Verein
Adam Morawski begann mit dem Handballsport in seiner Heimatstadt Ciechanów bei MUKS Czarni Regimin, ehe er 2010 auf die Sportschule SMS ZPRP Gdánsk wechselte. Mit dem Team aus  Danzig bestritt der Torwart 2011 auch seine ersten Spiele in der höchsten polnischen Liga, der PGNiG Superliga Mężczyzn. 2013 nahm ihn der Erstligist Wisła Płock unter Vertrag, mit dem er bis auf die Saison 2015/16, in der er an Pogoń Stettin ausgeliehen worden war, jedes Jahr Meisterschaftszweiter hinter Vive Kielce wurde. International nahm er mit Płock mehrfach an der EHF Champions League teil, wo das Achtelfinale das beste Ergebnis war. In der Saison 2020/21 erreichte Morawski das Halbfinale in der EHF European League, das gegen den deutschen Vertreter SC Magdeburg mit 29:30 verloren ging. In der Saison 2021/22 scheiterte er mit Płock erneut im Semifinale der EHF European League. 2022 gewann er den polnischen Pokal.
Zur Saison 2022/23 unterschrieb er beim Bundesligisten MT Melsungen einen Vertrag über drei Jahre. Nach Ablauf seines Vertrages verließ er Melsungen im Sommer 2025 und schloss sich dem polnischen Erstligisten Industria Kielce an.

### Nationalmannschaft
In der polnischen A-Nationalmannschaft debütierte Adam Morawski am 4. Juni 2013 bei der 27:29-Niederlage gegen Schweden im norwegischen Larvik. Er stand im Aufgebot für die Europameisterschaft 2020 sowie die Weltmeisterschaften 2017 und 2021. Bei der Weltmeisterschaft 2025 bestritt er alle sieben Spiele und belegte mit dem Team den 26. Platz.
Bis Februar 2025 bestritt er 89 Länderspiele, in denen er sechs Tore erzielte.